# Piz Tschierva
Piz Tschierva är en bergstopp i Schweiz.   Den ligger i regionen Maloja och kantonen Graubünden, i den östra delen av landet, 200 km öster om huvudstaden Bern. Toppen på Piz Tschierva är 3 546 meter över havet, eller 272 meter över den omgivande terrängen. Bredden vid basen är 1,1 km. Piz Tschierva ingår i Bernina.
Terrängen runt Piz Tschierva är huvudsakligen bergig. Närmaste större samhälle är St. Moritz, 10,0 km norr om Piz Tschierva. 
Trakten runt Piz Tschierva är permanent täckt av is och snö. Runt Piz Tschierva är det glesbefolkat, med 17 invånare per kvadratkilometer.